# 42e législature de la Chambre des représentants de Belgique
La 42e législature de la Chambre des représentants de Belgique fait suite aux élections législatives du 10 mars 1974. elle englobe les gouvernements Tindemans I, Tindemans II et Tindemans III.
Cette législature comptait 212 membres.

## Bureau
- André Dequae, président
- Louis Namèche, 1er vice-président
- Léon Hannotte, 2e vice-président
- vice-présidents :
  - Jan Verroken
  - Albert Parisis
  - Gustaaf Boeykens
- Secrétaires:
  - Maria Verlackt, née Gevaert
  - Albert Van Hoorick
  - André Baudson
  - André Magnée
  - Mik Babylon
  - Roland Gillet
  - Lucienne Mathieu, née Mohin
- Questeurs:
  - Francis Tanghe
  - Robert Devos
  - Robert Moreau
  - Aimé Van Lent
  - Fernand Colla
  - Jozef Olaerts
  - Jean-Maurice Dehousse

## Membres
- Hugo Adriaensens
- Jeanne Adriaensens ép.Huybrechts
- Vic Anciaux
- Frans Baert
- Victor Barbeaux
- Richard Beauthier
- Jozef Belmans
- Alfred Bertrand
- Augustin Bila
- Karel Blanckaert
- Marcel Bode
- Henri Boel
- Raoul Bonnel
- André Bourgeois
- Georgette Brenez
- Gustave Breyne
- Raymond Brimant
- Hervé Brouhon
- Jacky Buchmann
- Willy Burgeon
- Alfred Califice
- Louis Cantillon
- Albert Claes
- Willy Claes
- Dries Claeys
- Georges Clerfayt
- Daniël Coens
- Willem Content
- André Cools
- Bob Cools
- Marcel Coucke
- Germaine Craeybeckx née Orij
- Guy Cudell
- Guillaume Cumps
- Jean Daems
- Adhémar d'Alcantara
- André Damseaux
- Livien Danschutter
- André De Beul
- Paul De Clercq
- Tijl Declercq
- Willy De Clercq
- Herman De Croo
- Léon Defosset
- André Degroeve
- Claude Dejardin
- Paul De Keersmaeker
- Georgette De Kegel, ép. Martens
- Paul De Kerpel
- Jean-Baptiste Delhaye
- André Delrue
- Wivina Demeester, née De Meyer
- Marcel Demets
- Omer De Mey
- Adhemar Deneir
- Robert Denison
- Henri Deruelles
- José Desmarets
- Paul De Vidts
- Paul De Vlies
- Godelieve Devos
- August De Winter
- Roger De Wulf
- Louis D'haeseleer
- Luc Dhoore
- Achille Diegenant
- Noëlla Dinant
- Adolphe Ducobu
- Jozef Dupré
- Étienne Duvieusart
- Alfred Evers
- Jean Férir
- Joseph Fievez
- Emile Flamant
- Wim Geldolf
- Paul-Henry Gendebien
- Robert Gheysen
- Paul Ghysbrecht
- Ernest Glinne
- Hector Goemans
- Jean Gol
- Richard Gondry
- Jean-Pierre Grafé
- Albert Grégoire
- Frans Grootjans
- Michel Hansenne
- Lucien Harmegnies
- Pierre Havelange
- Fernand Helguers
- Jaak Henckens
- Claude Hubaux
- Fernand Hubin
- Léon Hurez
- Émile Jeunehomme
- Lambert Kelchtermans
- André Kempinaire
- Joannes Kickx
- Willy Kuijpers
- Robert Lacroix
- Alfons Laridon
- Edmond Leburton
- Jan Lenssens
- Albert Lernoux
- Marcel Levaux
- Jean-Pierre Levecq
- Georges Maes
- Nelly Maes ép. Van der Eecken
- Jan Mangelschots
- Wilfried Martens
- Fernand Massart
- Guy Mathot
- Jules Mathys
- Reimond Mattheyssens
- Joseph Michel
- Georges Monard
- Armand Moock
- Georges Mundeleer
- Léopold Niemegeers
- Roger Nols
- Charles-Ferdinand Nothomb
- Gustaaf Nyffels
- Louis Olivier
- Marc Olivier
- Gaston Onkelinx
- Roger Otte
- Lucien Outers
- Paul Peeters
- Renaat Peeters
- François Perin
- François Persoons
- René Pêtre
- Irène Pétry
- Jean Picron
- Henri Pierret
- Marcel Plasman
- Karel Poma
- Charles Poswick
- Lucien Radoux
- Evrard Raskin
- Léon Remacle
- Marcel Remacle
- Robert Rolin Jaequemyns
- Pierre Rouelle
- Mathieu Rutten
- Geneviève Ryckmans, née Corin
- Hugo Schiltz
- Guillaume Schyns
- Alfred Scokaert
- Ludo Sels
- Achiel Smets
- Joos Somers
- André Soudant
- Antoinette Spaak ép. Danis
- Georges Sprockeels
- Rika Steyaert
- Herman Suykerbuyk
- Frank Swaelen
- Charly Talbot
- Gilbert Temmerman
- Léopold Tibbaut
- Leo Tindemans
- Louis Tobback
- Robert Urbain
- René Uyttendaele
- Jef Valkeniers
- Henri-François Van Aal
- Frank Van Acker
- Désiré Van Daele
- Fernand Vandamme
- Jacques Vandemeulebroucke
- Paul Vanden Boeynants
- Michel Van Dessel
- Jos Van Elewyck
- Renaat Van Elslande
- Joris Van Eynde
- Louis Van Geyt
- Paul Van Grembergen
- Maurice Van Herreweghe
- Emiel Vanijlen
- Erik Vankeirsbilck
- Richard Van Leemputten
- Frans Van Mechelen
- Jacques Van Offelen
- Emiel Vansteenkiste
- Frans Verberckmoes
- Guido Verhaegen
- Constant Verhasselt
- Alfred Vreven
- Frans Wijnen
- Ghisleen Willems
- Yvan Ylieff